# 당신MAGIC
「당신MAGIC」 (アナタマジック)은, monobright의 5번째 싱글이다. 2009년 1월 14일에 발매되었다. 발매원은 Defstar Records Inc..
캐치프레이즈는, 「기상천외, 불가사의. 당신의 마음을 움켜쥐는 monobright 매직!」

## 수록곡
1. 당신MAGIC (4:01)
(작사・작곡: 모모노 요스케 편곡: monobright)
TV 도쿄 계열 애니메이션 "은혼" 제 6기 오프닝 테마 (2008년)
WOWOW "프랑스 오픈테라스" 이미지송 (2009년)
2. 이토오카시(いとをかし) (4:45)